# 佐藤順一 (地方公務員)
佐藤 順一（さとう じゅんいち）は、日本の地方公務員。栃木県産業労働観光部長や、栃木県総合政策部長、栃木県副知事を務めた。

## 人物・経歴
1968年栃木県立栃木高等学校卒業。1972年上智大学外国語学部英語学科卒業。1974年上智大学大学院外国語学研究科修士課程修了。栃木県産業労働観光部長や、栃木県総合政策部長等を経て、2011年から麻生利正の後任として栃木県副知事を務め、東日本大震災からの復旧や、被災地支援などにあたった。2019年、瑞宝中綬章受章。